# Vit taggsvamp
Vit taggsvamp (Hydnum albidum) är en svampart som tillhör divisionen basidiesvampar, och som beskrevs av Peck. Vit taggsvamp ingår i släktet mat-taggsvampar, och familjen Hydnaceae. Enligt den svenska rödlistan är arten sårbar i Sverige. Arten förekommer på Gotland. Artens livsmiljö är skogslandskap.

## Galleri

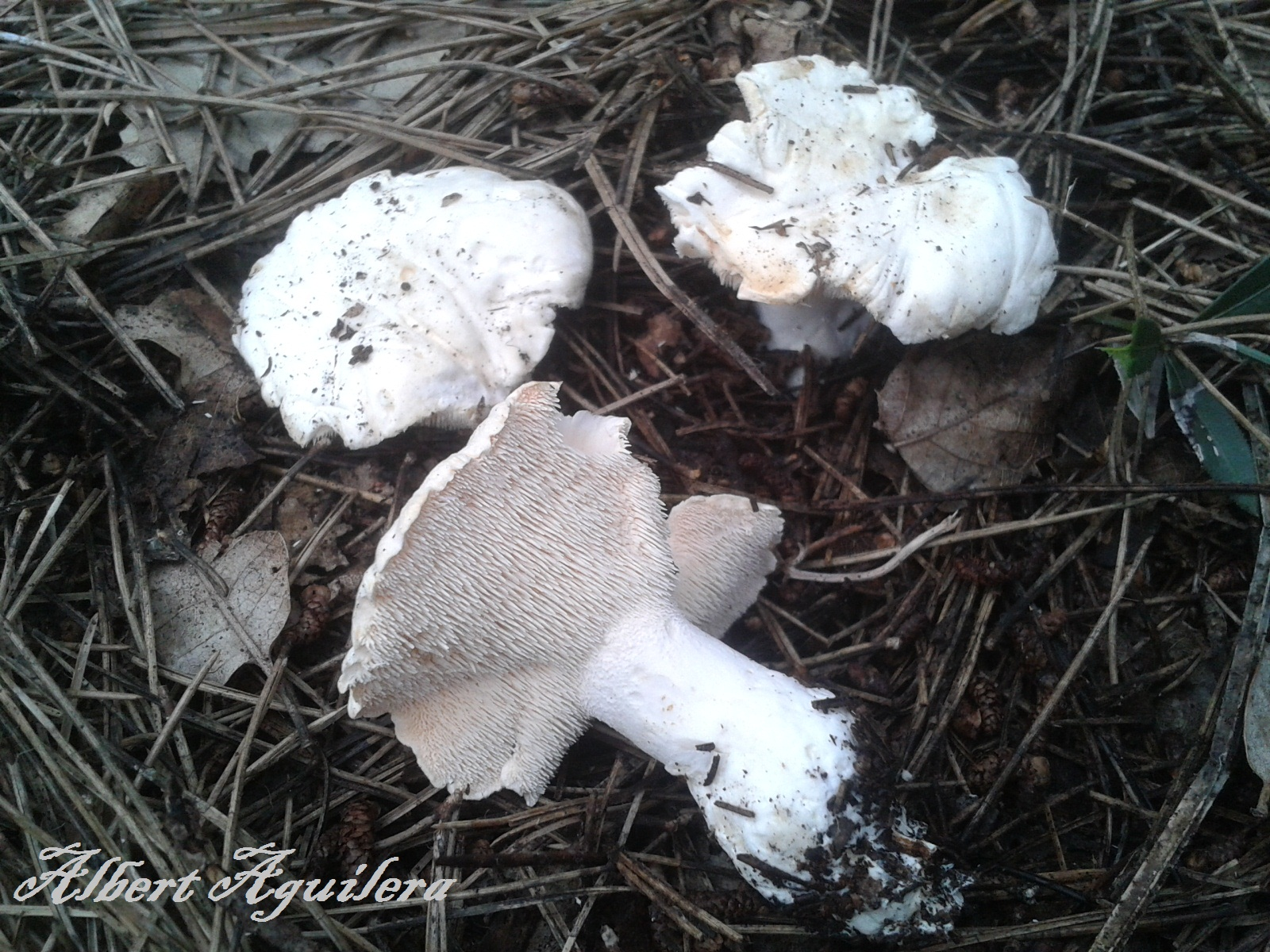